# Трихати
Трихати — село в Україні, в Ольшанській селищній громаді Миколаївського району Миколаївської області. Населення становить 1110 осіб.

## Географія
Село Трихати розташоване за 35 км від обласного центру, на правому березі річки Південний Буг. До 2016 року землі, що підпорядковалися сільській раді, межували з Ольшанською, Кир'яківською, Криничанською сільськими радами. Територія села та його земель займає площу 4138 га.

## Історія
Починаючи з XVI століття, землі, на теренах яких знаходиться село знаходилось у провінції Сілістра у складі Османськох імперії. Основу населення становили кримські й ногайські татари, румуни, молдовани, турки. Були також великі громади греків, вірмен, євреїв, українців, циган.
Перші офіційні згадки про населений пункт який знаходився на території сучасного села Трихати, знайдені на польській карті, котру склав відомий італійський картограф Річчі Заноні (Rizzi Zannoni) у 1767 році. На той час ця територія належала Османській Імперії. На ній ми можемо бачити поселення Utch Tchechme, яке лежить на правому березі Південного Бугу, вище Солонітци, що відповідає селу Петрово-Солониха, та нижче Андріїва, що і зараз має таку саму назву — Андріївка. У перекладі з турецької Utch Tchechme (Üç çeşme) значить «Три джерела» що дуже подібно до нинішньої назви — Трихати. Кожне поселення на мапі показано позначкою з напівмісяцем або хрестом на горі, які відповідно показують мусульманські або християнські релігії населення в населеному пункті. Балка, яка оминає Трихати, називалася тоді «Kuru suyu» (Kourou Souii) або «Суха річка (вода)». Також на цій мапі можемо бачити російсько-турецький кордон встановлений від 1740 року, який проходив близько від села.

Перша згадка про Трихати у російських документах, датована 1792 роком, знайдена у Херсонському Державному Архіві у «Відомості про заселені та незаселені поміщицькі землі, яким не минули пільгові роки». Тут вказана назва села, та кількість мешканців.
Деревня Трехкрат тайного советника и кавалера Якова Булгакова.
Число десятин земли:
- удобной — 6000;
- неудобной — 88;
- в какое время отведены — 1792 г.

По числу земли следовало населить душ мужского пола — 200.
Состав населенных:
- мужского пола — 13;
- женского пола — 5;

противу количества земли:
- недостает: 187
- превосходит: —

Назва дачі прописана як «Трехкрат». Село з подібною назвою «Трикрати» також знаходиться у Вознесенському районі, Миколаївської області, але воно не входило до Очаківської області, бо лежить по іншу сторону Буга.

2 липня 1804 року, Булгаков продає свої землі Кудашевій Катерині Сергіївні (1762—1847), про що знайдений запис у документі «Прибавления к Санкт-Петербургским Сенатским Ведомостям».
11 Июля 1804 г. от коллежской советницы, княгини Екатерины Сергеевны Кудашевой, явлена купчая, данная ей того же года, 2 июля 1804, от действительного статского советника Якова Ивановича Булгакова, на проданное им недвижимое имение, состоящее в Херсонском уезде, дачу, называемую Трихатки, Булгаковка тож, под коею земли 6000 десятин, людей крепостных мужского пола 16 душ. — за 5000 рублей.
Наступна згадка про село знайдена на «Столистовій мапі», що була також першою державною багатолистовою мапою Російської Імперії, і була виготовлена у 1801—1804 роках. Трихати позначене на мапі як «деревня» (російською), з кількістю жителів менше ніж 500, що вказано на умовних позначеннях. Назва села має відмінну від звичної форми — «Трехъ Хатъ».
25 серпня 2016 року, в ході децентралізації, Трихатська сільська рада об'єднана з Ольшанською селищною громадою.
З 2017 року започатковано Міжнародний фестиваль повітряних зміїв «Трихати».

## Видатні уродженці та мешканці
Маєв Сергій Федорович (1899 - 15 (2) січня 1918, Київ) - козак полку Вільної України.

## Символіка

### Герб

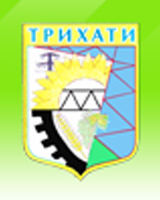
Старий варіант герба

Щит перетятий подвійною балкою, складеною із трьох мурованих селянських хат (герб є промовистим) з фронтонами золотого кольору в один ряд із срібними вікнами, з'єднаних між собою кам'яною огорожею з відкритими ворітьми, та внизу вузькою срібною, між якими зелене поле. Над балками у синьому полі навхрест дві гілки плодового дерева, одна із цвітом срібного кольору і золотим листям, друга з плодами та листям золотого кольору. Внизу у червоній основі три срібні стилізовані хвилі, які перетинає золота блискавка.

### Символіка
Три муровані селянські хати, з'єднані між собою кам'яною огорожею, нагадують про заснування села трьома незаможними господарями, які у XVIII столітті оселилися із своїми родинами на хуторах-обійстях біля Південного Бугу. Назва села утворилась від історичного факту забудови переселенцями перших хат, які пізніше об'єдналися у село. За місцевими переказами це були сім'ї Степанових, Кондрат'євих та Карасьових, нащадки яких тепер проживають у Трихатах.
Зображення трьох хат, з'єднаних мурованою огорожею з ворітьми підкреслюють типову забудову поселень на Миколаївщині у минулому. Трихати з'єднанні в ряд символізують згуртованість односельчан для спільного життя і праці. Відкриті ворота символізують гостинність і щедрість господарів осель. Зелене поле символізує благоустрій села і квітучі обійстя господарів.
Вузька срібна балка нагадує залізничний міст через річку Південний Буг стратегічного призначення, розташований біля села. За свою історію міст двічі зазнавав руйнацій і відновлювався. Сучасний міст довжиною 1200 м з металевих конструкцій введений в експлуатацію у 1954 році.
Три срібні хвилі нагадують річку Південний Буг, на берегах якого розташоване село та стилізовано уособлюють важливі промислові і енергетичні шляхи, які утворилися на території села — аміакопровід «Укртрансаміак», нафтоперекачувальна станція «Миколаївська» та транзитні лінії електромереж, які переходять через Південний Буг і концентруються біля села. Золота блискавка символізує підстанцію електричних мереж потужністю 800 МВт, яка забезпечує транзит та розподіл електроенергії по Миколаївській області і сусідніх регіонах.
Червоний колір нагадує про героїчне минуле в історії села, подвиг односельчан у боротьбі із загарбниками за волю і незалежність, також символізує пам'ять про трагічні події Другої світової війни (1941—1945) на переправі біля села через річку Південний Буг.
Гілки з цвітом та плодами символізують аграрний розвиток промисловості громади Трихат, яка спеціалізується на вирощуванні садових культур. Персик, абрикоса, яблуні і черешні і тепер прикрашують садиби мешканців Трихат. Цвіт дерева символізує радість життя, відновлення, зростання та надію на врожаї, плоди — стародавній символ життя, уособлюють собою цілісність, вічність та досконалість.
Синій колір втілює вірність і чесність, червоний колір геральдично символізує мужність, великодушність і любов, золотий колір (поданий жовтим) втілює багатство, знатність та постійність, срібний колір уособлює чистоту та духовність.
Геральдичний щит півкруглої форми має співвідношення сторін 5:6. Щит обрамований стилізованим бароковим картушем золотого кольору у національному українському стилі і увінчаний короною у вигляді перев'язаних золотих пшеничних колосків (перший, третій та. п'ятий більші) що означає для Трихат статус села та підкреслює сільськогосподарський напрям розвитку.

### Прапор
Прапор побудований на основі елементів герба, та відповідає всім встановленим державним нормам.